# Isla Sheshan
La isla Sheshan (en chino tradicional, 岛 佘山; en chino simplificado, 岛 佘山; pinyin, Sheshan Dǎo) es una pequeña isla china que se encuentra a 35 km al este de la isla de Chongming, en el estuario del río Yangtsé.
El área total de la isla es 0,037 km² (3,7 hectáreas).
La isla pertenece a Shanghái y está custodiada por la Armada del Ejército Popular de Liberación (中国人民解放军海军)
Hay un faro de 130 años de antigüedad en la isla.